# Clementine di Calabria
Le Clementine di Calabria (IGP) sono un prodotto ortofrutticolo italiano a Indicazione geografica protetta caratteristico della Regione Calabria. Sono designate esclusivamente da frutti afferenti alle seguenti coltivazioni, selezioni clonali, mutazioni gemmarie: "SRA 63",  "Spinoso", "Fedele", "Comune", "Tardivo", "Hernandina", "Marisol" e "di Nules".
Le zone di produzione sono ubicate nei seguenti comuni:	
- Provincia di Cosenza: Calopezzati, Cariati, Cassano all'Ionio, Castrovillari, Corigliano Calabro, Crosia, Francavilla Marittima, Rossano, San Lorenzo del Vallo, Spezzano Albanese, Terranova da Sibari, Trebisacce, Saracena, San Demetrio Corone, San Giorgio Albanese, Vaccarizzo Albanese.
- Provincia di Reggio Calabria: Ardore, Benestare, Bianco, Bovalino, Brancaleone, Casignana, Caulonia, Ferruzzano, Locri, Marina di Gioiosa Jonica, Monasterace, Portigliola, Roccella Jonica; Sant'Ilario dello Jonio, Siderno, Rizziconi, Gioia Tauro, Palmi, Rosarno, S.Ferdinando.
- Provincia di Catanzaro: Borgia, Botricello, Curinga, Lamezia Terme, Maida Montauro, Montepaone, San Floro, San Pietro a Maida, Sant'Andrea Apostolo dello Jonio, Sellia Marina, Simeri Crichi, Soverato, Squillace, Catanzaro.
- Provincia di Vibo Valentia: Briatico, Francavilla Angitola, Limbadi, Nicotera, Pizzo.
- Provincia di Crotone: Cirò Marina, Crucoli Torretta, Rocca di Neto.

La raccolta dei frutti avviene da novembre a gennaio, quando gli esperidi raggiungono la giusta maturazione e un buon grado zuccherino determinabile dalla colorazione della buccia, che da verde vira verso un colore arancio intenso. La raccolta avviene manualmente con l'impiego di squadre di braccianti agricoli locali o provenienti da regioni limitrofe. Il frutto viene conferito in cassette da 20 kg o in contenitori più grandi per poi essere smistato verso centri di confezionamento. Il confezionamento riguarda il prodotto destinato alla vendita in altre regioni italiane o all'estero, mentre a livello locale la vendita avviene sfusa presso i negozi e i commercianti ambulanti del posto. 